# Z podniesionym czołem (film 2004)
Z podniesionym czołem (tytuł oryg. Walking Tall) – amerykański film sensacyjny z 2004 roku, remake filmu pod tym samym tytułem z 1973 roku. Film, w którym w głównych rolach wystąpili Dwayne Johnson i Johnny Knoxville, oparty został na autentycznych wydarzeniach.

## Opis fabuły
Stan Waszyngton. Były żołnierz sił specjalnych Chris Vaughn powraca w rodzinne strony. Na miejscu dowiaduje się, że zwykle spokojne i bezpieczne miasto, które niegdyś zamieszkiwał, pogrążone jest w apatii i terrorze. Postanawia przywrócić w nim ład. Pomaga mu dawny przyjaciel, Ray Templeton.

## Obsada
- Dwayne Johnson − szeryf Chris Vaughn
- Johnny Knoxville − Ray Templeton
- Neal McDonough − Jay Hamilton
- Kristen Wilson − Michelle Vaughn
- Kevin Durand − Booth
- Ashley Scott − Deni
- Khleo Thomas − Pete Vaughn
- John Beasley − Christopher Vaughn Sr.
- Michael Bowen − szeryf Stan Watkins
- Cobie Smulders − egzotyczna piękność
- April Telek − pracownica kasyna

## Produkcja
Film jest koprodukcją WWE Studios, filii organizacji World Wrestling Entertainment. W związku z tym powiązaniem, w roli głównej obsadzono w nim zapaśnika Dwayne'a Johnsona, znanego fanom wrestlingu jako "The Rock".
Zdjęcia do filmu powstawały w Kolumbii Brytyjskiej, w miejscowościach Vancouver, Squamish i Richmond. Budżet wynosił czterdzieści sześć milionów dolarów.

## Nagrody i wyróżnienia
- 2004, Teen Choice Awards:
  - nominacja do nagrody Teen Choice w kategorii najlepszy aktor w dramacie, filmie akcji lub filmie przygodowym (nominowany: Dwayne Johnson)
- 2005, World Stunt Awards:
  - nominacja do nagrody Taurus w kategorii Best High Work (Tanoai Reed, Mike Dopud)